# 小龍坎駅
小龍坎駅（しょうりょうかん-えき）は、中華人民共和国重慶市沙坪ハ区に位置する重慶軌道交通1号線と9号線の駅である。

## 歴史
- 2011年7月28日 1号線開業
- 2022年1月25日 9号線開業

## 駅構造
島式1面2線の駅である

### 1号線
| 至朝天門 | ←      | 上り | ← |        |
|          | ホーム |      |   |        |
|          | →      | 下り | → | 至璧山 |

### 9号線
| 至高灘岩 | ←      | 上り | ← |          |
|          | ホーム |      |   |          |
|          | →      | 下り | → | 至花石溝 |

改札口全景
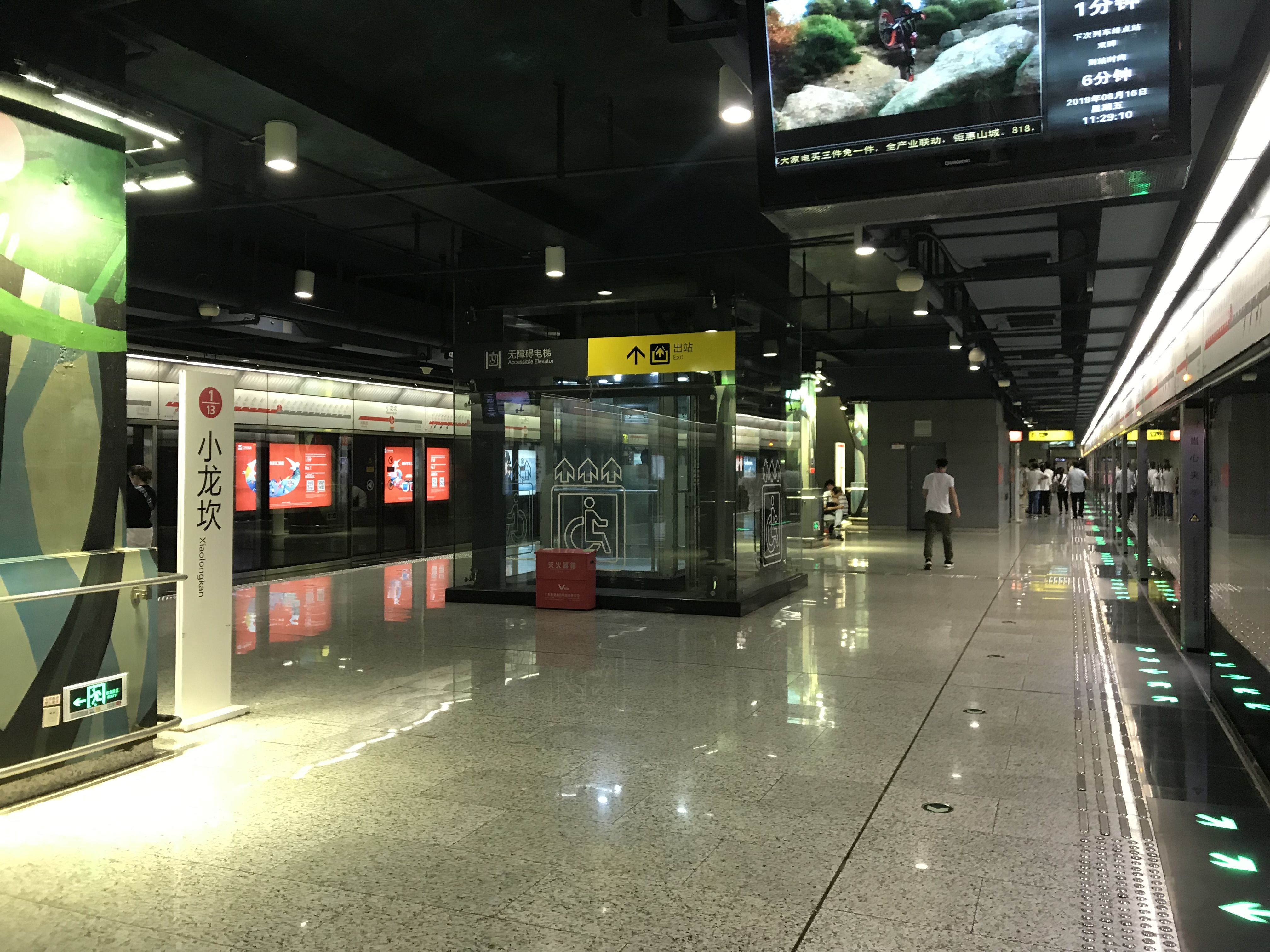
1号線ホーム
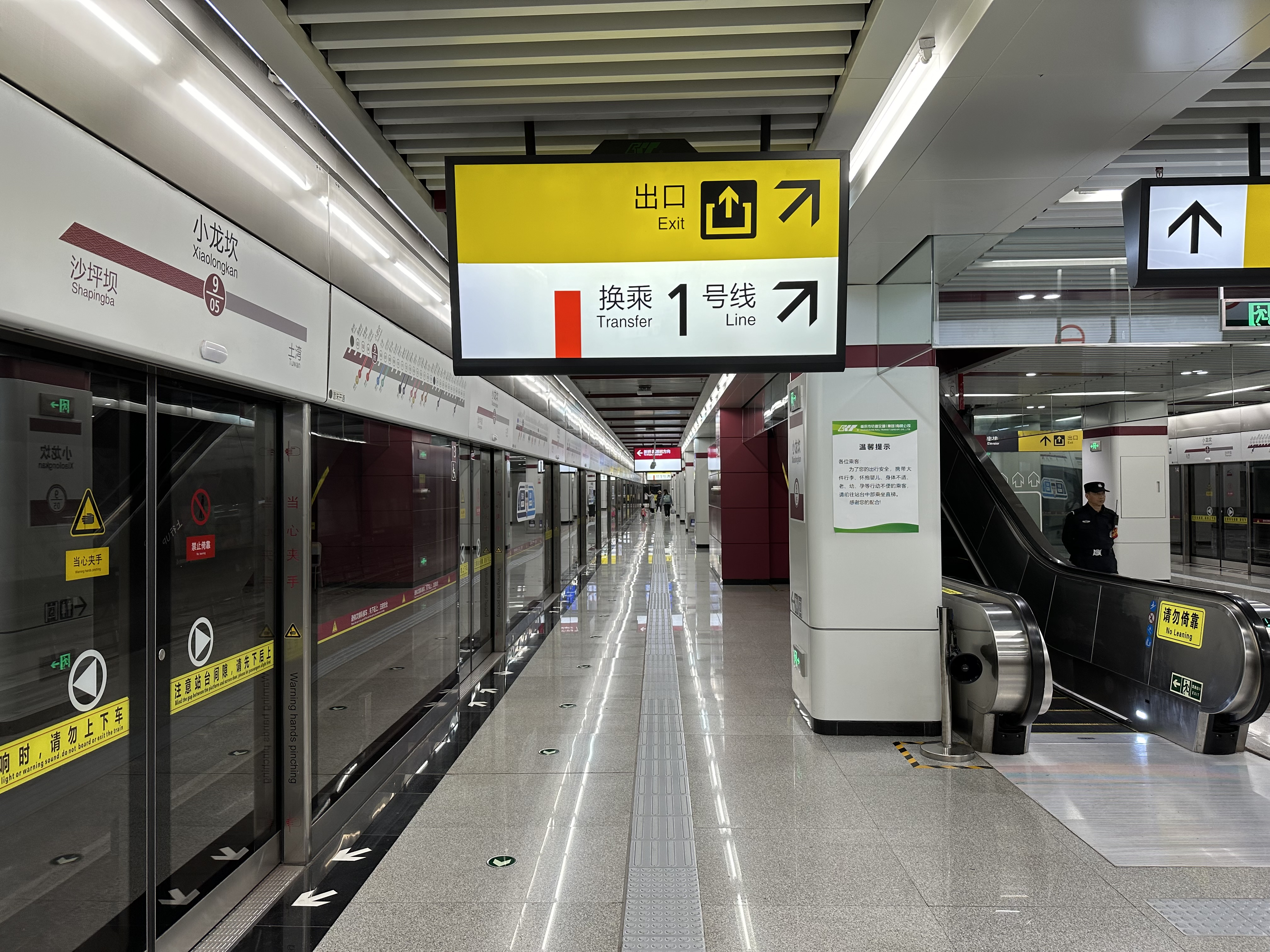
9号線ホーム

## 隣駅
| 重慶軌道交通1号線 | 重慶軌道交通1号線 | 重慶軌道交通1号線 |
| ----------------- | ----------------- | ----------------- |
| 馬家岩 朝天門方面 |                   | 沙坪垻 璧山方面   |
| 重慶軌道交通9号線 |                   |                   |
| 沙坪垻 高灘岩方面 |                   | 土湾 花石溝方面   |